# París-Tours 1941
La París-Tours 1941 fue la 35ª edición de la clásica París-Tours. Se disputó el 11 de mayo de 1941 y el vencedor final fue el francés Paul Maye, que se impuso al sprint. Este era el primer triunfo de los tres que conseguiría este ciclista.

## Clasificación general[3]
|    | Ciclista          | Equipo | Tiempo    |
| -- | ----------------- | ------ | --------- |
| 1  | Paul Maye         |        | 6h 22'07" |
| 2  | Albert Goutal     |        | m.t.      |
| 3  | Pierre Cloarec    |        | m.t.      |
| 4  | Louis Gauthier    |        | m.t.      |
| 5  | Fernand Mithouard |        | m.t.      |
| 6  | Pierre Jaminet    |        | m.t.      |
| 7  | Yvan Marie        |        | m.t.      |
| 8  | Eloi Tassin       |        | a 59"     |
| 9  | Tolmino Casellato |        | a 2'23"   |
| 10 | Marcel Vandevelde |        | a 2'47"   |